# Charles de Téligny
Charles-Louis de Téligny (parfois écrit Théligny ou Thelligny), né en 1535 et mort le 24 août 1572 à Paris est un gentilhomme et militaire français. Seigneur de Lierville, Le Chastelier (Touraine) et de Montreuil-Bonnin, gentilhomme ordinaire de la chambre du roi, lieutenant de la compagnie de l'amiral Gaspard de Coligny et gendre de celui-ci, il est un des chefs protestants assassiné le jour de la Saint-Barthélemy.

## Biographie
Né en 1535, de Louis de Théligny, Seigneur de Lierville et d'Arthuse Vernon de Montreuil, alliée des Maisons de Montmorency et de Châtillon. Il fut élevé dans la maison de son cousin l'amiral de Coligny, qui l'éduqua et le forma comme un fils. En 1562, il devint gentilhomme ordinaire de la chambre du roi, puis lieutenant dans la compagnie de Coligny. Il est dédicataire avec François de La Noue des Dix pseaumes de David, nouvellement composez à quatre parties en forme de motet...  de Claude Le Jeune (Paris, Adrian Le Roy et Robert Ballard, 1564).

### Lieutenant de l'amiral de Coligny
Il prit part au combat de la bataille de La Roche-l'Abeille, s'empara de Niort et participa au siège de Poitiers (1569).
Après la signature de la paix de Saint-Germain avec les Catholiques, il se retira à La Rochelle.

### Son mariage avec Louise de Coligny
Le 26 mai 1571 à La Rochelle, Charles épousa Louise de Coligny, la fille de l'amiral âgée alors de 17 ans, en présence de Jeanne d'Albret, reine de Navarre, son fils Henri, Henri de Bourbon, prince de Condé, François-loys, comte de Nassau, François III de La Rochefoucauld et François de La Noue,. 
De cette union naquit l'année suivante une fille prénommée Madeleine. 
Il fut ensuite député auprès du roi Charles IX pour lui présenter les revendications des Protestants.

### L'assassinat
Il fut assassiné dans les premières heures du massacre de la Saint-Barthélemy, après avoir été tiré à l'arquebuse alors qu'il s'enfuyait par les toits, le dimanche 24 août 1572 à Paris.
Sa dépouille fut inhumée au château de Théligny en 1617, mais ses restes furent jetés à la rivière huit ans plus tard par l’évêque de Castres, Jean VI de Fossé.

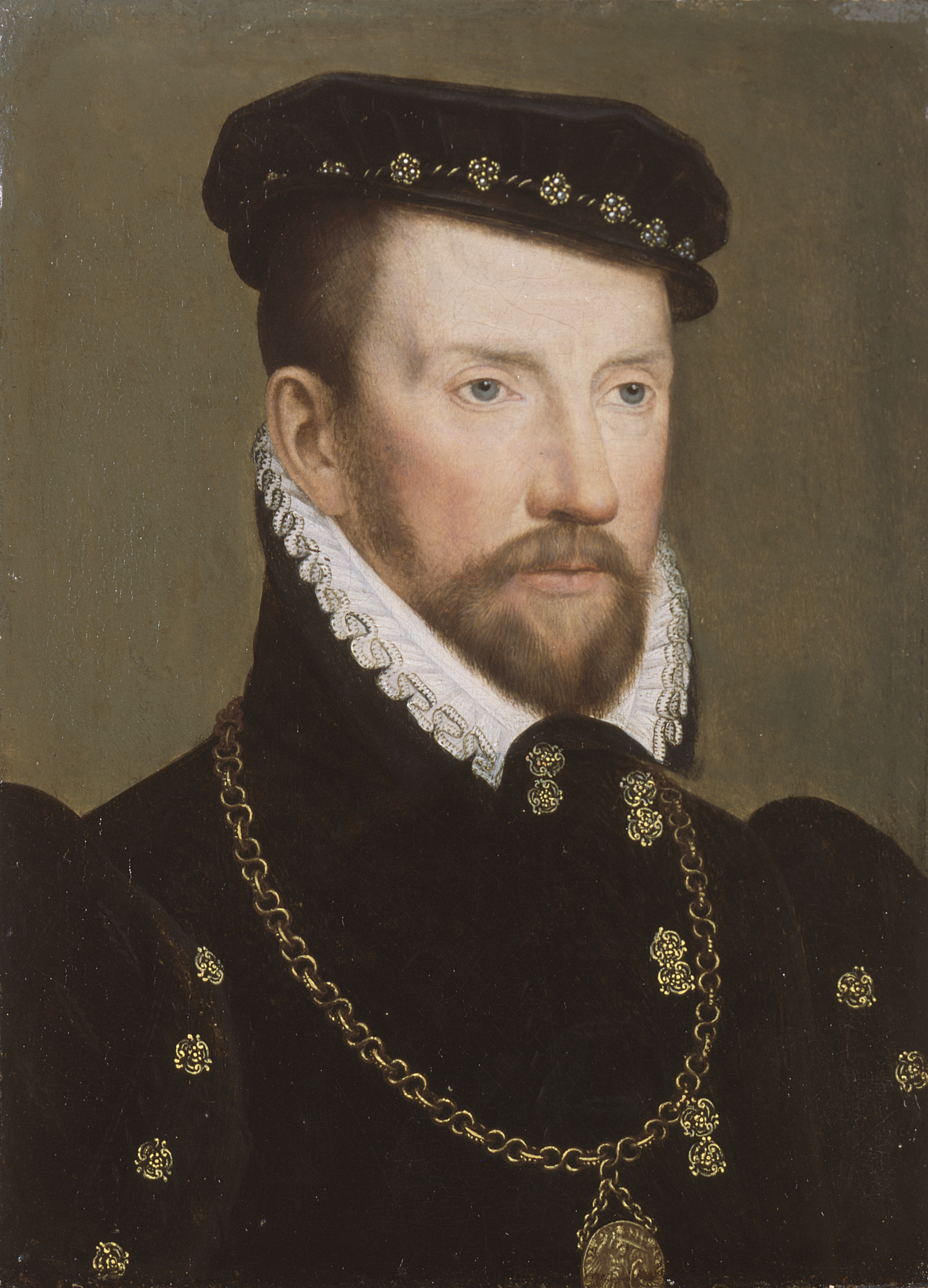
L'amiral de Coligny
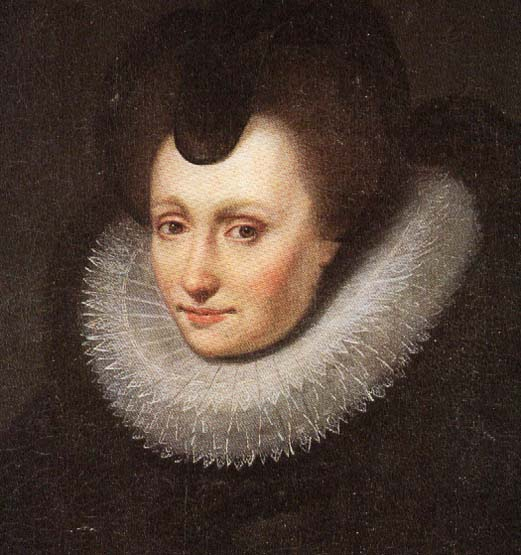
Louise de Coligny
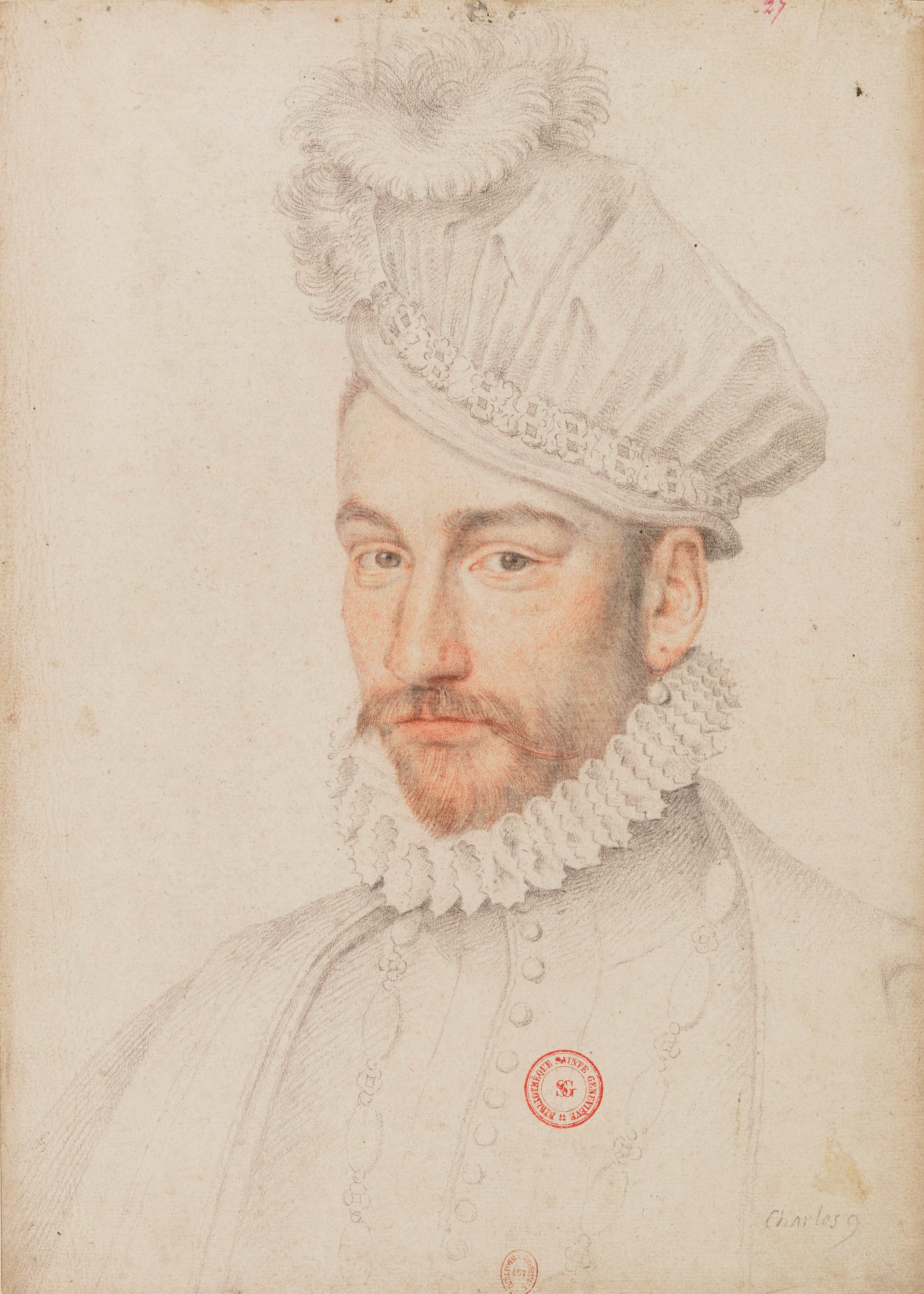
Charles IX

## Voir aussi

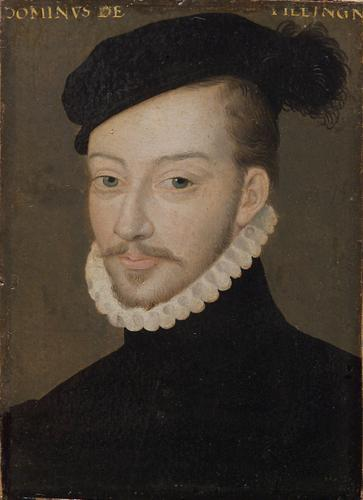
Charles Louis de Téligny, portrait anonyme, XVIe siècle, Musée d'histoire de l'art de Vienne.